# ضريح قتيبة بن مسلم الباهلي
ضريح قتيبة بن مسلم Qutayba ibn Muslim maqbarasi (الأوزبكية) هو مكان دفن الفاتح قتيبة بن مسلم في وادي فرغانة، في أوزبكستان.

## الموقع
يقع ضريح قتيبة بن مسلم في حي جالاكودوق في قرية باختاكور. 28 كم إلى الجنوب الشرقي من مدينة أنديجان وادي فرغانة في أوزبكستان قرب الحدود مع قرغيزستان وعلى مرمى حجر من الصين، وهو عبارة عن بناء بسيط طابعه إسلامي تعلوه قبة محززة، يتوضع تحتها ضريح الفاتح أوزبكستان.

## خلافه معسليمان بن عبد الملكومقتله
كان قتيبة بن مسلم كما ذكر من قادة الحجاج بن يوسف الثقفي فقد كان يعلم مقدار كراهية سليمان بن عبد الملك للحجاج، فلما ولي الخلافة خشي قتيبة من انتقامه؛ لأنه وقف إلى جانب الوليد بن عبد الملك حين أراد أن يخلع أخاه سليمان من ولاية العهد ويجعلها لابنه؛ ولذلك عزم قتيبة على الخروج على سليمان فأرسل إليه 3 كتب الأول كتب فيه يهنئه بالخلافة ويذكر بلائه وطاعته لعبد الملك والوليد و أنه على مثل ذلك إن لم يعزله عن خراسان و الكتاب الثاني يعلمه فيه بفتوحه ونكايته و عظم قدره عند ملوك العجم وهيبته في صدورهم ويذم أهل المهلب ويحلف بالله لئن استعمل يزيد بن المهلب على خراسان ليخلعنه. والكتاب الثالث كتب فيه خلعه. و أرسل الكتب مع رجل يثق به وقال له إدفع الكتاب الأول إلى سليمان فإن كان يزيد حاضر فقرأه وألقاه إليه فادفع إليه الثاني فإن قرأه وألقاه إليه فادفع إليه الثالث وإن قرأ الكتاب الأول ولم يدفعه إليه فاحبس الكتابين الآخرين. فقدم رسول قتيبة على سليمان بن عبد الملك دفع إليه الكتاب إليه فقرأه وألقاه إلى يزيد فدفع إليه الثاني فقرأه وألقاه إلى يزيد فدفع إليه الثالث فلما قرأه فتغير لونه وختمه و أمسكه بيده فأمر سليمان برسول قتيبة فأنزل وأحضره ليلا وأعطاه عهد قتيبة بخراسان ولكن قتيبة تسرع في خلع سليمان وجمع جموعًا لذلك عن رجاله وأهل بيته، لكن حركته فشلت وانتهت بقتله سنة (96 هـ = 715م) بسهم طائش من عملاء سليمان ابن عبد الملك وبعد وفاة هذا القائد العظيم مكرم العلماء وهازم الفرس المجوس جاء التميمي وكيع وقطع رأسه وأرسله إلى سليمان. وقيل أنه لم يتمرد ولكن وقع ضحية مؤامرة حاكها بعض الطامعين بالولاية. ولكن هناك مقولة أخرى أن قتيبة بن مسلم الباهلي قد تجاوز فترة حكم سليمان بن عبد الملك وعاصر فترة حكم الخليفة الراشد الخامس عمر بن عبد العزيز، لإنه في عهد عمر بن عبد العزيز عقدت محكمة سمرقند وكان الخصوم كهنة سمرقند وقتيبة بن مسلم الباهلي، وعلى سير أحداث محكمة سمرقند دخل جميع أهلها في الإسلام.

## رثائه
روى أحمد بن زيني دحلان في كتابه الفتوحات الاسلامية (جزء 1 صفحة 199) ما قال أحدهم (قتلتم قتيبة والله لو كان منا فمات لجعلناه في تابوت فكنا نستسقي به ونستفتح به ) وفي نفس الكتاب صفحة (231) ما قالته أم أمير فرغانة عندما حضرت إلى مقر القائد نصر بن سيار للتوقيع على اتفاق صلح بعد مرور عشرين سنة على مقتل قتيبة بعد أن قدم لها القادة المتواجدين بالمناسبة وكان فيهم الحجاج بن قتيبة بن مسلم التي أحبته وسألت عنه (يا معشر العرب... قتيبة ذلل لكم ما أرى وهذا ابنه تقعده دونك فحقه أن تجلسه أنت هذا المجلس وتجلس أنت مجلسه وعقدت الصلح ورجعت ) من أرق الرثاء العاطفي ما رثاه به ابن جمانة الباهلي:
- وإن لنا قبرين قبر بلنجر _وقبرا بصين ستان يا لك من قبر
- فذلك الذي بالصين عمت فتوحه _وهذا الذي يسقى به سبل القطر

وقبر بلنجر هو قبر سليمان بن ربيعة الباهلي فاتح أرمينيا وكان يسمى بلنجر لاستشهاده فيها وسمي سليمان الخيل وقبر الصين المقصود قبر قتيبة بفرغانه لقربها من الصين.

## أثره
كان قتيبة بن مسلم قائداً من كبار القادة الذين سجلهم التاريخ. فعلى يديه فتحت هذه البلاد التي تسمى اليوم بالجمهوريات الإسلامية التي انفصلت عما كان يسمى بالاتحاد السوفييتي، وتوغل حتى حدود الصين، وتدين كثير من هذه البلاد بدين الإسلام.

## ضريح قتيبة بن مسلم
وما زال ضريحه شاخصا في «وادي» فرغانة شرق أوزبكستان بالقرب من مدينة أنديجان على بعد أميال من الصين..

## صفحات لها صلة
- قتيبة بن مسلم
- كتيبان
- قثم بن العباس
- ضريح

## روابط خارجية
- مؤرخ: ضريح الفاتح قتيبة بن مسلم - جريدة الاتحاد 1-4-2017 .
- هنا: ضريح الفاتح قتيبة بن مسلم  - د.جمال الدين الكيلاني - فديو اليوم السابغ 3-4-2017 .
- ضريح الفاتح قتيبة بن مسلم  نسخة محفوظة 1 أكتوبر 2017 على موقع واي باك مشين. - د.جمال الكيلاني - موقع أوزبكي 3-4-2017 .